# Markt 6 (Coburg)

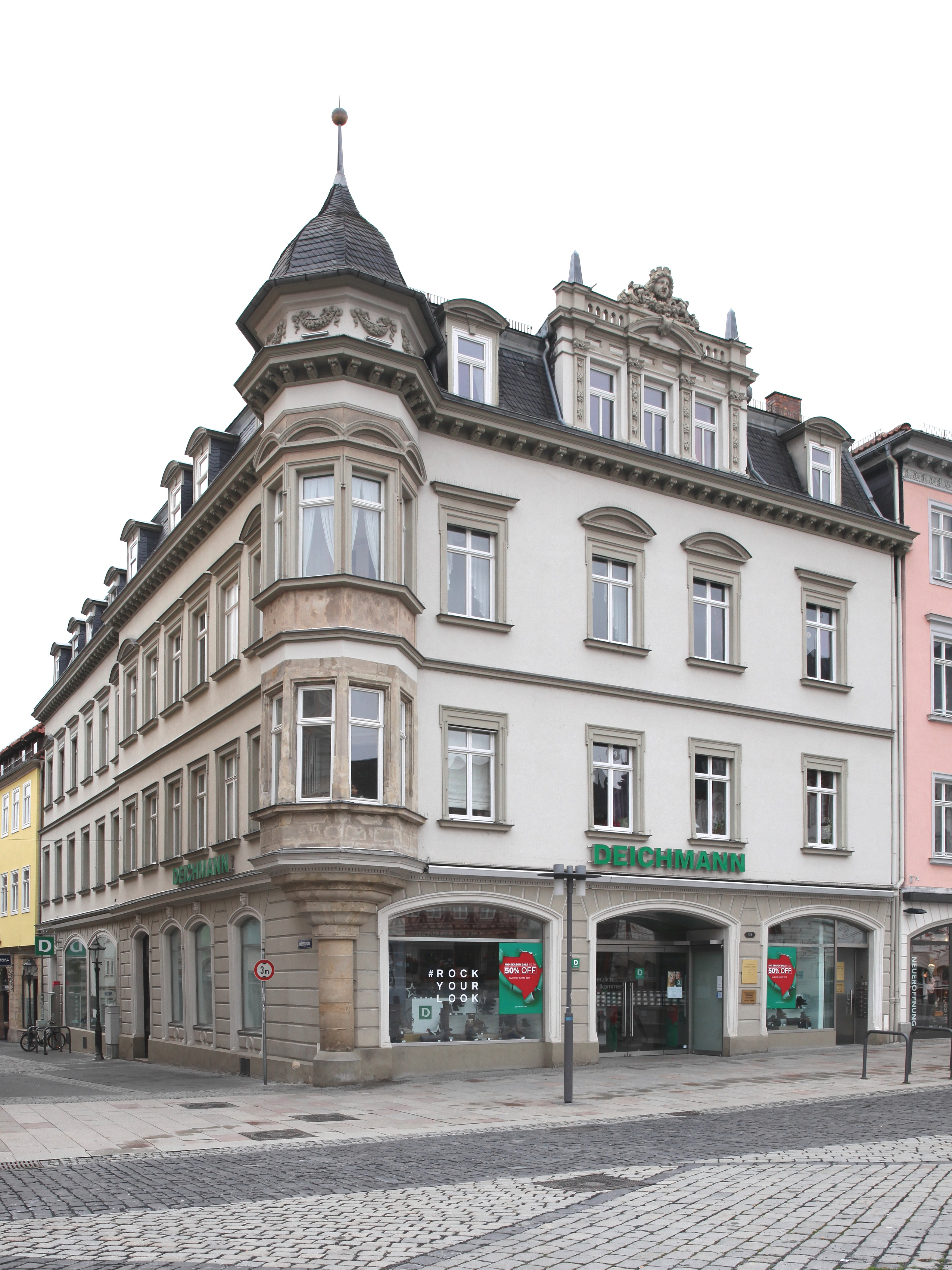
Markt 6, Coburg

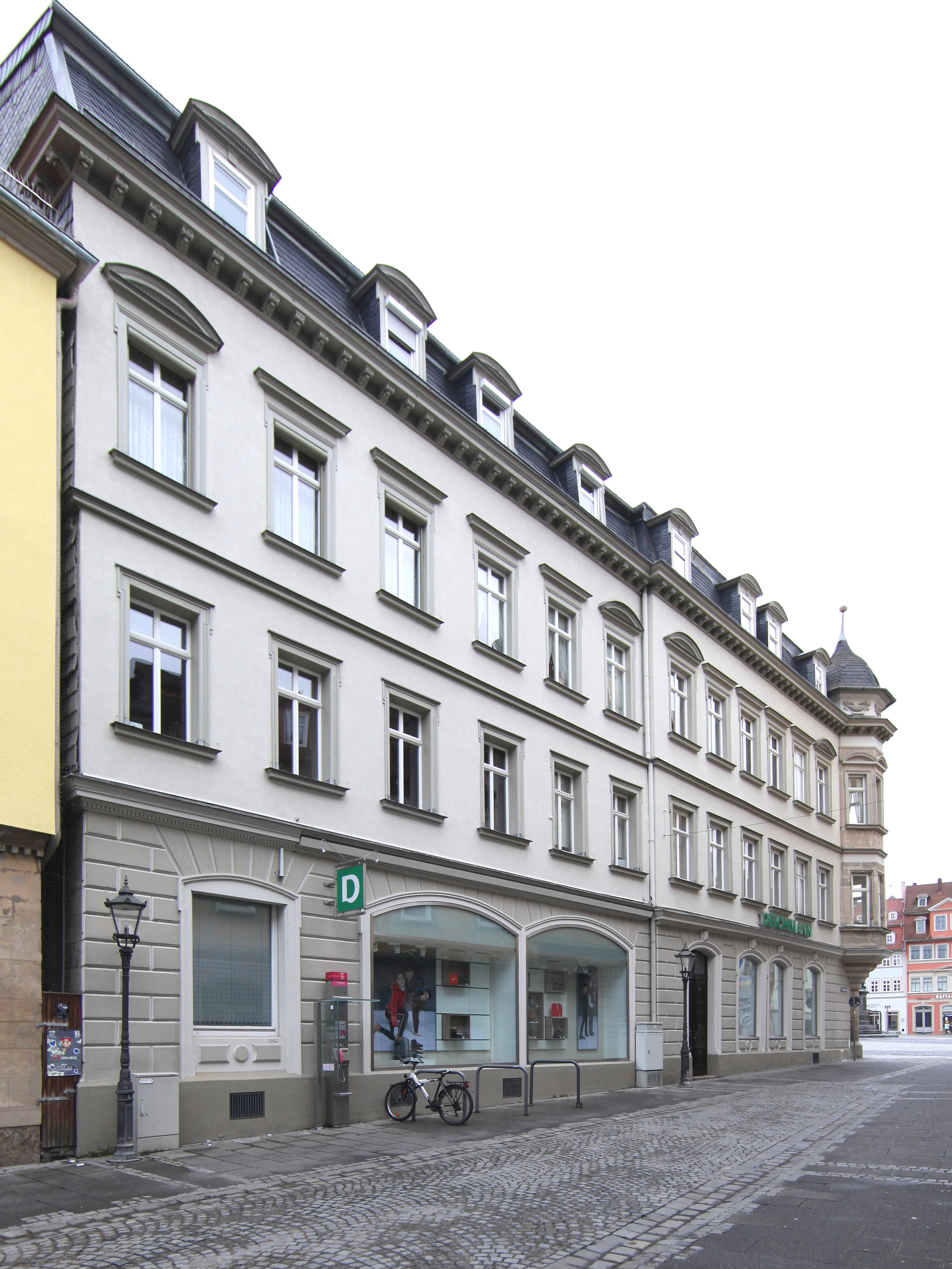
Fassade Judengasse

Das Haus Markt 6 im Zentrum der oberfränkischen Stadt Coburg steht als Eckbau an der westlichen Seite des Marktplatzes zur Judengasse hin. Das dreigeschossige Gebäude wurde erstmals 1393 erwähnt und ist als Baudenkmal in der Bayerischen Denkmalliste eingetragen.

## Geschichte
Die erste Nennung des Hauses mit Hans Eysen als Lehensnehmer war 1393. Von 1486 bis 1536 befand sich in dem Gebäude der Gasthof „Zum gülden Stern“. Im Jahr 1596 übernahm der fürstliche Rentmeister Nicolaus Zech das Anwesen als Ratslehen und veranlasste eine Neugestaltung, die auch den Anbau eines Coburger Erkers umfasste.
1691 wurde das Gebäude als dreistöckiges Eckhaus, halb alt, halb neu mit zwei Gewölben, einem Keller und einem Stall beschrieben. Zwischen 1778 und 1806 war in dem Haus eine Filiale der Taxis’schen Reichspost untergebracht. Außerdem war es Nebenresidenz der herzoglichen Familie, in der am 4. Juni 1799 der preußische König Friedrich Wilhelm III. und seine Gattin Königin Luise übernachteten.
1870 übernahm die 1856 gegründete Coburg-Gothaische Credit-Gesellschaft das Anwesen. Sie veranlasste umfangreiche Umbauten nach Plänen des Stadtbaumeisters Julius Martinet im neugotischen Stil. Dabei erhielt insbesondere die Erdgeschossfassade eine neue Gestaltung, unter anderem mit größeren Fenstern, und das Dach wurde ausgebaut. Aus einem Walmdach entstand ein Mansardwalmdach mit einem neu gestalteten Zwerchhaus und einem erhöhten Eckerker. 1923 folgte der Einbau eines Tresors im Keller. Nachdem die Coburg-Gothaische Credit-Gesellschaft 1934 in der Coburger Bank aufgegangen war, erwarb der Kaufmann Alwin Faber das Gebäude. Er ließ im Erdgeschoss ein Lederwarengeschäft und im ersten Obergeschoss Wohnungen einrichten. Im Zuge einer Renovierung wurde 1956 eine Fassadenvereinfachung mit Entfernung von Ornamenten durchgeführt. Der Erker erhielt ein neues Dach. Erweiterungen der Verkaufsflächen im Erdgeschoss erfolgten 1995 und 1991. Dazu wurden tragende Innenwände abgebrochen und größere Abfangungen mit Stahlträgern und -stützen eingebaut.

## Architektur
Das im Grundriss L-förmige, dreigeschossige Gebäude besitzt in der Judengasse zwölf und zum Markt vier Fensterachsen. Zwei rückwärtige Seitenflügel umschließen einen schmalen Innenhof. Ein Rückgebäude zur Nägleinsgasse weist ein flaches Satteldach, zwei Fachwerkobergeschosse und fünf Fensterachsen auf. An der Hausecke zum Markt steht ein zweigeschossiger Coburger Erker auf einer Säule, die sich in fünf Schichten vergrößert. Eine welsche Haube auf einem niedrigen Attikageschoss, darunter die um den Erker laufende Traufleiste des Mansardwalmdaches, bilden den oberen Erkerabschluss. Die Fassade ist durch stichbogige Schaufenster im Erdgeschoss, gerahmte Fenster im ersten Obergeschoss und Fenster mit Verdachungen und Profilstürzen im zweiten Obergeschoss gegliedert. Am Markt befindet sich oberhalb der Traufe, die einen Zahnschnitt aufweist, mittig ein dreiachsiges Zwerchhaus als Ziergaube mit Pilastern und mit einem Baluster-Kranzgesims sowie Segmentbogengiebel gestaltet. Den oberen Abschluss der Ziergaube bilden beidseits Pyramiden und mittig eine Frauenmaske mit Krone.